# Штефан Барбу
Штефан Барбу (Арад, 2. март 1908. — Арад, 30. јун 1970) био је румунски фудбалски нападач, који је играо на Светском купу ФИФА 1930. у Уругвају .

## Каријера
Штефан Барбу је дебитовао у Олимпији из Арада. 1921. преселио се у Глорију из Арада, где се са 17 година појавио први пут у сениорском тиму. 1927. године, са само деветнаест година, Барбу је дебитовао за румунску репрезентацију, нерешеним резултатом 3:3 против Пољске. 1930. Барбу је био члан румунског тима који је играо на ФИФА-ином светском првенству 1930. Играо је против Перуа и Уругваја без постигнутог гола. Његов последњи меч за национални тим био је исте године, када је Румунија изгубила од Бугарске. 1933. преселио се у Рапид из Букурешта, где је три пута освајао румунски куп (1934–1935, 1935–1936, 1937–1938), а био је и најбољи стрелац румунске прве лиге у сезони 1935–1936 са 23 гола. 1938. Барбу се вратио у Глорију из Арада, где је играо до пензионисања 1942. Након играчке каријере, Штефан Барбу је био судија 15 година. 1957. именован је за председника ЦФР, фудбалског клуба са седиштем у Араду.